# هارتمانسدورف (میتل‌زاکسن)
هارتمانسدورف (به آلمانی: Hartmannsdorf) یک شهر در آلمان است که در میتل‌زاکسن واقع شده‌است. هارتمانسدورف  ۴٬۷۳۷ نفر جمعیت دارد.